# 語族
語族（ごぞく、英: Language family）とは、比較言語学において、ある言語（祖語）とそこから派生した全ての言語を含む単系統群のうち、他の単系統群に包含されることが認められていないものを指す。
日本語圏では、語族の下位群を語派、語派の下位群を語群と呼ぶことがある。例えば、英語・ドイツ語・オランダ語といった西ゲルマン語群は、北ゲルマン語群や東ゲルマン語群と共にゲルマン語派を成すが、さらにゲルマン語派はイタリック語派やインド・イラン語派などと共にインド・ヨーロッパ語族に含まれる。
同系統と証明されていない言語群をまとめて呼ぶときは「～諸語」という（例：アルタイ諸語、アメリカ・インディアン諸語、カフカス諸語）。ただし、語族か語派か語群かを問題にしないときも単に「～諸語」と言うことがある。また、複数の語族をまとめた大語族も存在するが、仮説段階であり同系と証明されてはいない。したがって、比較言語学において語族とは同系統と証明されている最上位の言語グループと定義される。
語族は民族（共同体）を指すのではなく、言語を系統学的に分類する概念であるが、民族を分類する場合にも言語の分類（語族、語派）が基準にされることが多い。（例：テュルク系民族、ウラル系民族）

## 語族の一覧
含まれる言語数からみた語族
エスノローグ18版による:

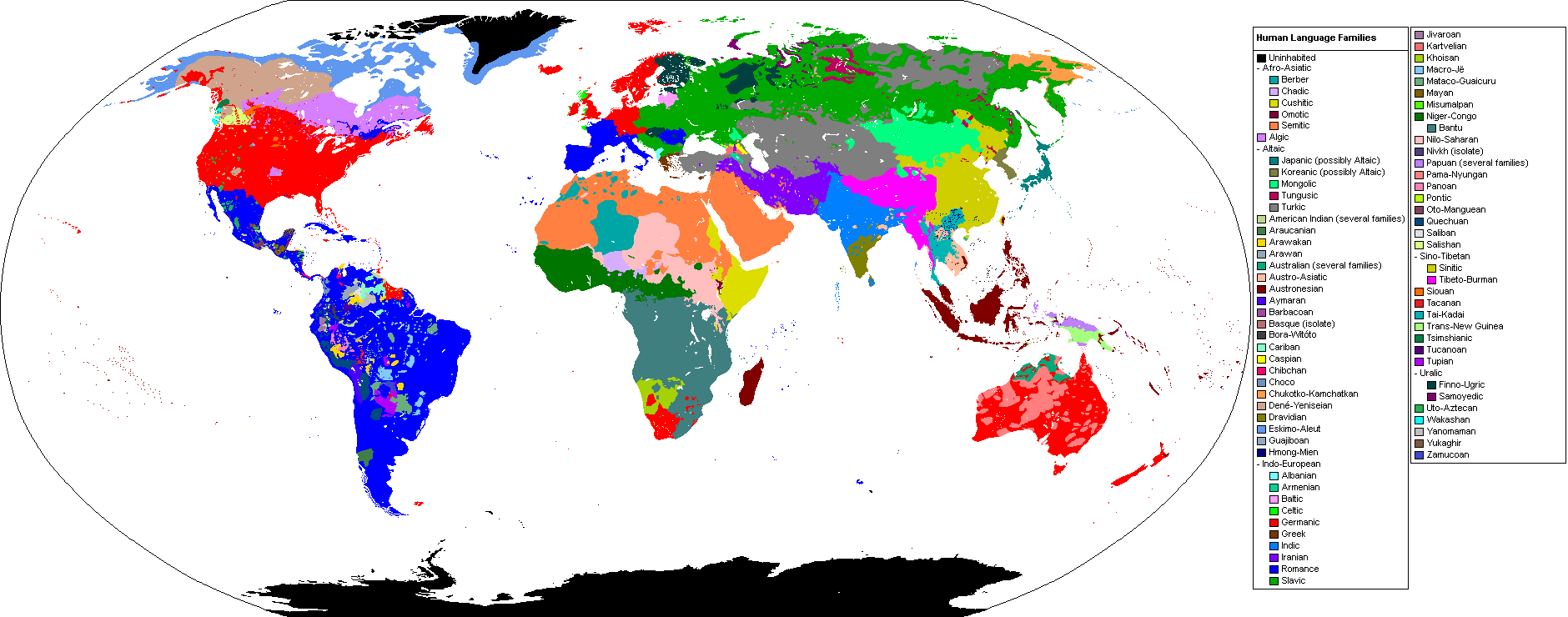
世界の主要語族
詳細はDistribution of languages in the worldを参照

1. ニジェール・コンゴ語族 (1,538言語) (20.6%)
2. オーストロネシア語族 (1,257言語) (16.8%)
3. トランス・ニューギニア語族 (480言語) (6.4%)
4. シナ・チベット語族 (457言語) (6.1%)
5. インド・ヨーロッパ語族 (444言語) (5.9%)
6. オーストラリア語族 (378言語) (5.1%)
7. アフロ・アジア語族 (375言語) (5.0%)
8. ナイル・サハラ語族 (205言語) (2.7%)
9. オト・マンゲ語族 (177言語) (2.4%)
10. オーストロアジア語族 (169言語) (2.3%)
11. タイ・カダイ語族 (95言語) (1.3%)
12. ドラヴィダ語族 (85言語) (1.1%)
13. トゥピ語族 (76言語) (1.0%)

## 語族の形成と認定方法
いかなる言語であれ、次の世代へと継承されていくうちに、音韻論・形態論・統語論といった様々な領域において変化を被るものである。祖語から娘言語への分岐は、例えば、地理的・政治的な分離によって全ての話者に変化が共有されなくなり、元の言語共同体が徐々に別個の言語単位へと分かれた結果として起こる。なお、元から他の言語共同体に属する個人も、言語交替を通じて異なる語族の言語を採用する可能性があるが、その際、新しく採用された言語が基層言語の影響を受けることもある。
こうしたプロセスを経て、単一の言語から分化・拡散した諸言語の間には、「系統関係」(遺伝的関係、genealogical relation ship) があると言われる。系統関係の認定は、比較方法を通して行われる。
比較方法の基盤となるのは、言語の恣意性・音変化の規則性・自然の斉一性である。
まず、恣意性とは、言語記号の表現形式である音形と、そこで表現される意味との間に、必然的な結びつきが無いことを指す。例えば、「木」という記号は、tree・arbre・umthiであっても同じ意味を表せたはずである。 以上から明らかなように、記号の音形は (擬声語は例外として) 意味との関連が薄く、因果的な繋がりを持たないのが普通である。こうした音形と意味の任意性に鑑みれば、その可能な組み合わせは無限に存在すると言える。したがって、arbre・arbor・alberoのような、複数の言語間で見られる類似の記号は、共通の祖語に由来する同根語である可能性が高い
もちろん、記号の類似をもたらす要因としては、これ以外にも、借用のほか、単なる偶然の一致が挙げられる。しかし、言語間に規則的な音韻対応があれば、偶然である可能性は低くなる。例えば、英語のfather, foot,  fearとフランス語のpère, pied, peurを比較すると、f-とp-の対応が認められ、forとpourのような新たな一致が予測できる。一方、英語のboyと日本語の「坊や」に見られる一致は、この種の規則性を伴わない。そして、以上のような音韻対応が、比較的借用されにくい基礎語彙や、活用語尾などの文法形式に数多く認められるのであれば、言語間の系統関係はより尤もらしくなる。

### 下位分類の認定
系統関係のある言語は、共有特徴、すなわち、偶然や借用（伝播）では説明できない祖語の特徴（またはそのような特徴の反映）の保持を示す。そして、語族の下位分類となる語派・語群もまた系統群である点に鑑みれば、その認定は「共有革新」の認定を通じて行われる。（生物学でいうと共有派生形質に相当する。）つまり、語族の全構成言語の共通祖先には見られず、分枝先の言語のみに共通して存在する特徴があれば、これがまさに祖語からの分岐を定義付ける特質と言える。例えば、「ゲルマン語派」の諸言語は、インド・ヨーロッパ祖語には存在しないと考えられている語彙や文法の特徴を共有しており、これらの特徴は、すべてのゲルマン諸語の祖であったゲルマン祖語（インド・ヨーロッパ祖語の子孫の一）で起こった革新であると考えられる。

## 語族の構造
語族は、分化のその歴史が樹形図として表されることが多いため、語派（branch）というより小さな系統単位に分割可能である。語族は単系統群であり、全ての所属語は共通祖先（祖語）に由来し、全ての"証明"された子孫言語は語族に含まれる。（従って「語族」は、生物学的な「クレード」に類似する。）
一部の分類学者は、語族という用語の使用を特定の階級に制限しているが、その方法については殆どコンセンサスがない。このようなラベルを付ける人は、語派（branch）を語群（group）に、groupをcomplexに細分化する。最上位階級の語族は、しばしば phylum または stock と呼ばれる。枝が互いに近いほど、言語はより密接に関連している。つまり、祖語が4つに分岐し、4番目の分岐内に姉妹言語が存在する場合、2つの姉妹言語は、全体の祖語よりも相互に密接に関連している。
大語族（Macrofamily または Superfamily）という用語は、一般に受け入れられている歴史言語学的方法によって実証されていないが、系統関係が提案された、語族より上位の言語グループに適用されることがある。

### 方言連続体
いくつかの緊密な語族群、およびより大きな語族の多くの分枝は、方言連続体の形をとり、語族内の個々の言語の明確な識別、定義、カウントを可能にする明確な境界が無い。ただしアラビア語のように、連続体の両端に存在する方言の差異が非常に大きく、相互理解性がない場合、連続体を単一の言語として意味のあるものとはみなせない。
言語の多様性は、社会的または政治的な考慮事項に応じて、言語または方言のいずれとも見做され得る。したがって、情報源によって、（特に時間の経過とともに、）特定の語族内で全く異なる数の内包言語数が示される可能性がある。たとえば、日琉語族の分類は、内包言語が唯一日本語のみ（琉球の言葉を方言とみなす場合）とされることもあれば、20近くの言語が含まれるとされる場合もある。琉球語が日本語の方言ではなく、日琉語族内の別個の言語として分類されるまでは、日本語は孤立した言語（所属言語がただ１つの語族）であった。

### 孤立した言語
世界のほとんどの言語は他の言語との系統関係が知られているが、既知の同系言語が存在しない（または系統関係が暫定的に提案されている）ものは、孤立した言語と呼ばれ、本質的には単一の言語で構成される語族である。今日知られているもので、推定129の孤立した言語がある。一般に、孤立した言語は、同系の言語が存在するか、歴史のある時点で同系言語を有していたが、比較方法によって同系関係を見出するには時間が経過しすぎていると想定されている。
孤立した言語は、十分な言語データをもってしても系統関係を有する言語が見つからないというものであり、そもそも言語データの不足によって分類不可能な未分類言語とは異なる概念であり、注意を要する。
インド・ヨーロッパ語族のアルバニア語やアルメニア語など、語族内の独自の枝として分岐した言語は「孤立している」と表現される場合があるが、そのような場合の「孤立している」という単語の意味は、「インド・ヨーロッパ語族内において孤立した系統」と言う意味であり、「孤立した言語」ではない。対照的に、知られている限り、バスク語は完全に「孤立した言語」である。多くの試みにもかかわらず、他の現存語との関連性は示されていない。
もう1つの有名な孤立した言語の事例として、チリのアラウカ語族のマプチェ語がある。この言語は、現在は孤立した言語であるが、消滅した同系言語が存在しており、通時的には孤立した言語ではない。
ローマ時代に話されたアクイタニア語はバスク語の祖先であった可能性があるが、バスク語の祖先の姉妹言語であった可能性もある。後者の場合、バスク語とアクイタニア語はともに小さな語族を形成することになる。 （祖先は語族の別個のメンバーとは見なされない。）

### 祖語
祖語は母言語（母語ではない）と考えることができ、語族内のすべての言語の共通祖先である。ほとんどの言語において、記録の歴史は比較的短いため、語族の共通祖先が直接知られることはめったにない。しかし、19世紀の言語学者アウグスト・シュライヒャーによって考案された再構成手順である比較方法を適用することにより、祖語の多くの特徴を復元可能である。これにより、語族の一覧で提案されている多くの語族の有効性を実証することができる。 たとえばインド・ヨーロッパ語族の再構可能な祖語はインド・ヨーロッパ祖語と呼ばれる。 インド・ヨーロッパ祖語は文字記録によって証明されていないため、文字が発明される前に話されていたと推測される。

## 語族特異的な遺伝子
言語の系統と人類進化における遺伝子の系統は非常に似たパターンを示す。現生人類の言語の推定系統樹の観点からは、言語の伝達の大部分は水平方向（空間拡散）ではなく、垂直方向（祖先-子孫）によってなされると解釈される。
語族の分布は特にY染色体ハプログループの分布と少なからず関連する。例えば、オーストロアジア語族とハプログループO1b1 (Y染色体)、モンゴル語族とハプログループC2 (Y染色体)、ウラル語族とハプログループN (Y染色体)などである。

## 語族とは別の分類概念

### 言語連合
借用またはその他の手段で獲得された言語特徴の「共有革新」は、遺伝的とは見なされず、語族の概念とは関係が無い。たとえば、イタリック語派（ラテン語、オスク語、ウンブリア語など）で共有されるより著しい特徴の多くは、「地域的特徴」である可能性が高いと主張されている。（ただしこれに類似した現象である西ゲルマン語群内における長母音システムの変化は、祖語の革新と考えられる段階よりも大幅に遅れて起こっているものの、英語と大陸西ゲルマン語は地域的に分離しているため「地域的特徴」であると容易に見なすことはできない）。同様に、ゲルマン語派、バルト語派、スラブ語派にも同様の特異的な革新が数多くあり、一般的な祖語から受け継がれた特徴というよりも、地域的な特徴である可能性がはるかに高い。しかし、共有された革新が地域的特徴であるか、偶然であるか、共通祖先からの継承であるかについて意見が一致しなければ、大規模な語族における下位系統の分類不一致が生じることになる。
言語連合は、共通の言語構造を特徴とするいくつかの言語を持つ地理的領域である。これらの言語間の類似性は、偶然や共通の起源ではなく、言語接触によって引き起こされ、言語族を定義する基準として認識されていない。言語連合の例として、インド亜大陸が挙げられる。

### 接触言語
語族の概念は、言語が方言を発達させるという歴史的観察に基づいており、方言は時間の経過とともに異なる言語に分岐する可能性がある。しかし、言語学における祖先は、種間交配をほとんど無視できる生物学における祖先ほど明確ではない。それは、広範な遺伝子の水平伝播を伴う微生物の進化に似ている。非常に遠縁の関連言語は、言語接触を通じて相互に影響を与える可能性があり、極端な場合、クレオール言語であろうと混合言語であろうと、単一の祖先を持たない言語につながる可能性がある。さらに、多くの手話が独立に開発されており、互いに系統関係が全く無いようである。とはいえ、そのようなケースは比較的稀であり、殆どのよく検証された言語は、ある語族に属するものとして明確に分類できる。
言語接触は、異なる言語を話す2つの集団間の相互意思伝達により、2つ以上の言語の混合から新しい言語の開発につながる可能性がある。 2つの集団が互いに商取引を行うために発生する言語、または植民地主義の結果として出現した言語は、ピジンと呼ばれる。ピジンは、言語接触が言語的および文化的拡大を引き起こす場合の例である。ただし、言語接触は文化的な分裂にもつながる可能性がある。場合によっては、2つの異なる言語を話す集団が、自分の言語に対して縄張り意識を感じ、言語に変更を加えたがらないこともあり、このような場合は言語の境界が生じ、接触している集団は他言語への順応を拒否することになる。